# Franske protektorat Tunesien
Det franske protektorat Tunesien (fransk: Protectorat français de Tunisie; arabisk: الحماية الفرنسية في تونس al-Ḥimāya al-Fransīya fī Tūnis) var et fransk protektorat i det nordlige Afrika i et område svarende til nutidens Tunesien. Protektoratet blev oprettet i 1881, efter en kort krig mod Tunesien, som blev afsluttet med Traktaten i Bardo og varede indtil den tunesiske uafhængighed i 1956. Protektoratet blev formelt set ledet af en lokal tunesisk bey, men blev reelt styret af Frankrig og dets repræsentant.
Tunesien var en provins i Det Osmanniske Rige men nød en høj grad af selvstyre under bey Muhammad III as-Sadiq. I 1877 erklærede Rusland krig mod Det Osmanniske Rige. Ruslands sejr varslede opsplitningen af imperiet, herunder uafhængighed for flere besiddelser på Balkan og internationale diskussioner om fremtiden for de nordafrikanske provinser. Berlinerkongressen i 1878 blev indkaldt for at løse det osmanniske spørgsmål. Storbritannien, skønt imod en total afvikling af Det Osmanniske Rige, tilbød Frankrig kontrol over Tunesien til gengæld for Cypern. Tyskland, der så det franske krav som en måde at aflede den franske befolknings opmærksomhed fra situationen i Europa (hvor Frankrig havde lidt nederlag i den fransk-tyske krig 1870-1871) og som kun bekymrede sig lidt over situationen i det sydlige Middelhavsområde, var enig i at tillade Frankrig overherredømme i Tunesien. Kongeriget Italien, som havde økonomiske interesser i Tunesien, var stærkt imod planen, men var ude af stand til at gennemtvinge sin vilje. Den franske overhøjhed over Tunesien krævede en kort krig og efterfølgende fredsaftale i form af Traktaten i Bardo hvor den regerende bey overgav sig.
Den franske tilstedeværelse i Tunesien kom fem årtier efter deres besættelse af nabolandet Algeriet på et tidspunkt, hvor franskmændene stadig var uerfarne i og manglede viden om, hvordan man udvikler en koloni. Begge disse lande havde været tidligere besiddelser under Det Osmanniske Rige i tre århundreder, men begge havde for længst opnået politisk selvstændighed fra sultanen i Konstantinopel. Før de franske ankom, havde Tunesien indledt en proces med moderne reformer, men økonomiske vanskeligheder varede ved indtil etableringen af en kommission af europæiske kreditorer. Efter deres vejledning overtog den franske regering Tunesiens internationale forpligtelser. Større udviklinger og forbedringer blev gennemført af de franske på flere områder, herunder transport og infrastruktur, industri, det finansielle system, folkesundhed, og administration. Alligevel blev franske virksomheder og franske borgere begunstigede, hvilket ikke huede tuneserne. Deres allerede eksisterende nationale følelse blev tidligt udtrykt i tale og på tryk; politisk organisering fulgte. Uafhængighedsbevægelsen var allerede aktiv før 1. verdenskrig, og fortsatte med at vinde styrke med blandet fransk modstand. Dets endelige mål om selvstændighed blev nået i 1956.

## Grænser
Protektoratet begrænsedes mod nord og øst af Middelhavet, mod sydøst af Tripolis, mod sydvest af Sahara og mod vest af Algier.
Arealet var 125.130 km2 (hvoraf Sydterritoriet 40.000 km2) med i 1921 2.093.939 indbyggere eller 16,7 pr km2.

## Landskaber
Fysisk og etnografisk stemmer Tunesien nøje overens med de øvrige nordafrikanske Atlaslande. Den ca. 650 km lange kyst var mod nord de fleste steder stejl med bratte skrænter ud mod havet, på østsiden er den derimod overvejende flad, sandet og ufrugtbar. Begge kyster var rige på bugter; blandt disse kan nævnes Tunisbugten, Hammamet- og Gabes-bugten med Kerkennaøerne i nord og øen Djerba i syd. På det nordøstlige hjørne, indesluttende Tunisbugten, sprang to halvøer frem, af hvilke den sydøstlige endte i Kap Bon (Ras Addar), den nordlige i Kap Blanco (Ras el Abiad), der almindelig betragtes som verdensdelens nordligste punkt; i virkeligheden ligger det nærliggende forbjerg Ras Engela en ubetydelighed nordligere.
Den nordlige del af landet opfyldes af bjerglandet Krumir (Khroumirie), udløbere fra Lille Atlas, som begrænses af Medjerdas floddal mod syd. Sønden for denne lå flere udløbere fra Store Atlas, nordligst Monts de Zeugitane (med toppe på over 1.300 m), der løb ud på Kap Bon halvøen, sydligere en række lavere kæder løbende til det inderste af Gabesbugten. Mellem disse ligger et tarveligt plateau, der skråner mod øst og har flere småsøer og sumpe i nærheden af havet. De sydlige kæder falder brat af mod en depression, Biled ul Dsherid, der indeholdt flere "Schotts", hvoraf den største er Schott el Djerid.
De fleste floder var ubetydelige og usejlbare; som regel tabte de sig i sandet eller nåede efter et kort løb havet; kun een havde større betydning, nemlig Medjerda (Bagradas), der udmundede lidt nord for hovedstaden og i regntiden frugtbargjorde store strækninger ved sine oversvømmelser. Hvor regnfaldet var tilstrækkeligt, eller hvor man rådede over kunstig vanding, var jordbunden i almindelighed frugtbar og vegetationen rig, mindende om de bedre egne i Algier. Den frugtbareste del var Medjerdadalen og oaserne i Biled ul Dsherid med deres store palmelunde. Meget værdifulde var også de store korkegeskove på Krumirs Bjerge. Syd for Medjerda bliver vegetationen hurtig fattigere, skovene på bjergskrænterne aftog efterhånden og forsvandt til sidst helt. Den sydlige del af landet var dels tør steppe, dels ren ørken.

## Befolkningsforhold
Befolkningsantallet udgjorde i 1921 2.093.939, hvoraf de indfødte (berbere, arabere, maurere) udgjorde 1.889.388, hvortil kom 48.436 jøder. Europæernes antal var 156.115, hvoraf 54.476 franskmænd, 84.799 italienere og 13.520 maltesere.
Den herskende religion var islam, men foruden jøderne fandtes 35.000 kristne, næsten alle romerske katolikker.

## Næringsliv
Ca. 10 % af arealet var under kultur. Der dyrkedes i 1923 især hvede (270.000 t), byg (250.000 t) og havre (40.000 t); desuden avledes oliven (15 mio. træer med en produktion af 30.500 t), vin (17 mio. galloner), dadler (2,1 mio. træer), som navnlig fra de sydlige oaser ansås for at være de bedste i verden, mandler, appelsiner, pistacier, halfagræs, henna og kork.
De mindre frugtbare egne benyttes overvejende til kvægavl, især fåreavl (1.451.000 får), men desuden holdes geder (777.000), hornkvæg (400.000), heste (72.000), æsler (123.000), muldyr (30.000) og kameler (114.000).
Fiskeriet gjaldt især sardiner, ansjos og tunfisk.
Af særlig betydning var bjergværksdriften med udvinding af bly, jern, zink og navnlig fosfater fra store lejer ved Gafsa; også petroleum var fundet mod nordøst.

## Samfærdsel
Der var i 1924 2.516 km jernbaner, 504 poststationer, 263 telegrafstationer og 3 radiostationer.

## Administrativ ordning
Landet styredes af en bey (fra 1922 Sidi Mohamed el Habib). Efter den franske erobring 1881 og traktaten i Kasr-es-Said samme år stod Tunesien under fransk protektorat. Den virkelige styrelse udøvedes af en fransk generalresident, der sorterede under udenrigsministeriet i Paris, som havde et specielt departement for tunesiske affærer. Ministeriet bestod af 14 medlemmer: 3 indfødte og 11 franskmænd.
Landet var delt i 19 distrikter og 6 militær distrikter; distriktsguvernørerne var franskmænd. De lavere embedsmænd (caïd, kadi, sheik) var indfødte.
Franske domstole besørgede retten mellem europæere indbyrdes og mellem europæere og indfødte; indfødte dommere dømte derimod mellem indfødte indbyrdes.
Af den tunesiske hær var kun beyens livvagt tilbage, de øvrige tropper bestod af franske soldater; endvidere fandtes en fransk krigshavn i Biserta (Bizerte) på nordkysten.

## Historie

### Forhistorie
Før den franske besættelse dannede Tunesien en provins i Det Osmanniske Rige, men nød en høj grad af selvstændighed. Den osmanniske hersker havde placeret en guvernør, en pasha, der stod for den tunesiske provins. Men denne pasha mistede hurtigt kontrollen til den militære kommandant, deyen. Og deyen, i sin tur, var blevet fortrængt af en civil administrator, beyen. Sultanen af Det Osmanniske Rige ophøjede efterfølgende beyen til rang af dey og pasha, så anstændighed var tilfreds hele vejen rundt. I 1705 faldt embedet i hænderne på Al-Hussein ibn Ali at-Turki, der grundlagde et dynasti, der var konge over Tunesien for to og et halvt århundrede. Da den europæiske indflydelse fortsatte med at vokse i anden halvdel af det 19. århundrede, blev Tunesien en de facto uafhængig stat. Beyen havde sin egen hær og flåde, slog sine egne mønter, erklærede krig og fred, opretholdt separate diplomatiske forbindelser og underskrevet traktater. Ikke desto mindre var beyen officielt en tyrkisk guvernør, påberåbte sultanen i sine bønner, og ved tildelingen af embeder skulle ansøge om en firman, der var en officiel bekræftelse af sultanen.
Denne komplicerede sagsbehandling blev brugt af de europæiske magter, der søgte indflydelse i Tunesien:
"[...] denne tingenes tilstand, skønt kompliceret, var ikke uden praktiske fordele, fordi [de europæiske magter] kunne behandle beyen efter behag, enten som selvstændig regent eller som en vasal af Porten."
Fra 1859 til 1882 blev Tunesien regeret af bey Muhammad III as-Sadiq og den magtfulde premierminister, Mustapha Khaznadar, som i henhold til Henk Wesseling "havde trukket i trådene lige siden 1837." Khaznadar var finansminister og minister for udenlandske anliggender og blev bistået af indenrigs-, forsvars-, og marineministrene. I 1864 fik Tunesien en forfatning med en klar opdeling af ministerielle beføjelser og ansvar, men i praksis var Khaznadar den absolutte leder. Han fulgte en reformpolitik, der, for den økonomiske udvikling, tog sigte på at forbedre infrastrukturen samt kommunikationsmidlerne, de væbnede styrker, og så videre. Den tunesiske økonomi kunne imidlertid ikke finansiere det hele, i hvert fald ikke efter fradrag af offentlige udgifter. Centraladministrationen var imidlertid svag. Skatteopkrævningen blev omdannet til skatte-landmænd, og kun en femtedel af indtægterne nåede nogensinde statskassen. Mange bjergstammer og ørkennomader levede i kvasi-uafhængighed. De økonomiske forhold forringede gennem det 19. århundrede, da udenlandske flåder bremsede sørøvere, og vedvarende tørke anrettede en ødelæggende indvirkning på produktionen af korn og oliven. På grund af aftaler med udenlandske handlende gående tilbage til det 16. århundrede blev told begrænset til 3 % af værdien af de importerede varer; alligevel oversvømmede produkter fremstillede i udlandet, primært tekstiler, Tunesien og ødelagde gradvist lokale håndværksindustrier.
I 1861 gjorde premierminister Mustapha Khaznadar en indsats for at modernisere administrationen og forsøgte at øge indtægterne ved at fordoble skatterne. Den største effekt, først fuldt mærket i 1864, var udbredt opstand i landdistrikterne, kombineret med store trængsler for den almindelige befolkning. Regeringen måtte forhandle et nyt lån fra udenlandske banker. I 1867 mislykkedes et forsøg på at sikre penge; de offentlige indtægter var utilstrækkelige til at dække de årlige rentebetalinger på statsgælden. Tunesien blev ramt af konkurs. To år senere nedsatte Frankrig, Italien og Storbritannien en international finansieringskommission til at rydde op i Tunesiens økonomiske problemer og beskytte vestlige interesser. Dens initiativer nød kun delvis succes, hovedsagelig på grund af modstand fra udenlandske virksomheder mod at øge toldafgiften. I 1873 gennemførte Khaznadar igen reformer og angreb de udbredte finansielle misbrug indenfor bureaukratiet. Resultatet var oprindeligt lovende, men dårlig høst og paladsintriger førte til hans fald.
Herskeren Tunesien regerede over det, der i virkeligheden var et beskedent territorium, hvis sydlige grænser var vage og upræcise, fortabende sig ind i Sahara. Mod øst lå Tripolitanien, en anden provins i Det Osmanniske Rige, som også havde gjort sig næsten uafhængigt, indtil sultan Mahmud II med succes genskabte sin autoritet med magt i 1835. Beyen af Tunesien blev bekymret for styrkelsen af den osmanniske myndighed i øst og var derfor ikke alt for ulykkelig i 1830, da et andet land, Frankrig, havde etableret sig ved dets vestlige grænser. Ifølge Wesseling anså beyen generobringen af sit land fra Porten side for at være en langt større trussel end en mulig erobring fra Frankrigs side.
På daværende tidspunkt havde Tunesien lidt over en million indbyggere. Halvdelen af disse var fastboende landmænd, der levede hovedsageligt i nordøst; den anden halvdel var nomadiske hyrder, som strejfede om i det indre. Der var flere byer, herunder Tunis med næsten 100.000 indbyggere, og Kairouan med 15.000, hvor handlende og håndværkere var virksomme til trods for, at de var hårdt ramt af udenlandsk konkurrence. Den traditionelle tunesiske tekstilindustri kunne ikke konkurrere med importerede varer fra det industrialiserede Europa. Den finansielle verden var domineret af tunesiske jøder, men et stigende antal europæere, næsten udelukkende italienere og maltesere, bosatte sig i Tunesien. I 1870 var der 15.000 af dem. Den økonomiske situation for tunesiske byboere kunne følgelig have været under pres, men den blomstrede i sammenligning med den for fellahin, bønderne, der arbejdede under belastningen med en hel række skatter og rekvisitioner. I de katastrofale år 1867 og 1868, blev en hungersnød tilføjet til disse byrder, et resultatet af misvækst, samt epidemier - først kolera, så tyfus - dræbte mange tusinde. I denne periode omkom ca. 20 % af befolkningen.
Disse forhold gjorde den tunesiske regering ude af stand til, på trods af alle afgifter og krav, at indkræve de skatteindtægter, der skønnedes nødvendige for at modernisere Tunesien.

### Det Osmanniske Riges nedgang
I 1877 erklærede Rusland krig mod osmannerne. Russisk sejr varslede opsplitningen af det allerede skrantende Osmanniske Rige, herunder uafhængighed for flere besiddelser på Balkan og internationale diskussioner om fremtiden for de nordafrikanske provinser.
I 1879, da Charles de Freycinet blev premierminister i Frankrig og admiral Bernard Jaureguiberry hans minister for flåden, blev en ny fransk kolonipolitik lanceret: den franske regering begyndte at søge mere aktiv støtte til militær ekspansion i det vestlige og nordlige Afrika.
Hvad der skete i Nordafrika må ses i lyset af verdenspolitikken. Enhver handling påvirkede den komplicerede europæiske magtbalance, en balance, som var blevet radikalt ændret af den fransk-preussiske krig i 1870, som var endt i fransk nederlag. Efter den, blev det politiske kort over Europa ændret radikalt: det kejserlige Tyskland var blevet den vigtigste magt i det kontinentale Europa.
Det Osmanniske Rige protesterede formelt over den franske indtrængen i Tunesien, men gjorde intet andet. Det har aldrig officielt anerkendt tabet af Tunesien, men foretrak at behandle det som et "fyrstendømme" (emaret, en autonom provins) af riget på et 1905 kort over osmanniske områder i Afrika.

### Berlinkongressen i 1878
Kongressen i Berlin, der blev afholdt i 1878, blev indkaldt for at diskutere Det Osmanniske Rige, den "syge mand" i Europa, efter dets afgørende nederlag til Rusland, med fokus på dets besiddelser på Balkan. På kongressen blev også opnået ordninger, for eksempel med Tyskland og Storbritannien, som tillod Frankrig at inkorporere Tunesien. Italien blev lovet Tarabulus i, hvad der senere blev Libyen. Storbritannien støttede fransk indflydelse i Tunesien i bytte for sit eget protektorat på Cypern (for nylig "købt" fra osmannerne), og fransk samarbejde mod et nationalistisk oprør i Egypten. I mellemtiden købte et italiensk selskab imidlertid tilsyneladende Tunis-Goletta-Marsa jernbanelinjen; alligevel arbejdede den franske strategi på at omgå dette og andre spørgsmål skabt af den betydelige koloni af tunesiske italienerne. Direkte forsøg på fra fransk side at forhandle med beyen bevirkede at deres indtrængen i Tunesien mislykkedes. Frankrig ventede, søgte at finde grunde til at berettige timingen af et forebyggende angreb, der nu aktivt overvejedes. Italienerne ville kalde et sådant angreb for Schiaffo di Tunisi.
I det nordvestlige Tunesien foretog Khroumir-stammen tidvise raids ind i det omkringliggende landskab. I foråret 1881, foretog de en razzia over grænsen til Fransk Algeriet. Frankrig reagerede ved at invadere Tunesien og sendte en hær på omkring 36.000 mand. Deres fremtrængen i Tunis blev hurtigt gennemført. Beyen var snart tvunget til at affinde sig med den franske besættelse af landet i den første af en række traktater. Disse dokumenter, der forudsatte, at beyen fortsatte som statsoverhoved, men den gav de franske en effektiv kontrol over en stor del af den tunesiske regeringsførelse i form af et protektorat.
Med sine egne betydelige interesser i Tunesien protesterede Kongeriget Italien, men ville ikke risikere en konfrontation med Frankrig. Derfor blev Tunesien officielt et fransk protektorat den 12. maj 1881, da den regerende Sadik Bey (1859-1882) underskrev traktaten i Bardo (Al Qasr as Sa'id). Senere, i 1883, underskrev den yngre broder og efterfølger Ali Bey al-Marsa-konventionen.

## Fransk protektorat
På det tidspunkt, hvor Tunesien kom under fransk overherredømme, havde Frankrig ikke udvidet sit Maghreb-domæne over Algeriet i et halvt århundrede. Mens Frankrigs stadig ikke at vidste, hvordan man kunne etablere en koloni, blev det næste område for ekspansion, i begyndelsen af 1880'erne, Tunesien. Med et areal på 155.000 km2 fremstod Tunesien som en beskeden gevinst, men det havde stor strategisk betydning med sin beliggenhed hinsides den algeriske grænse og kun 150 km fra Sicilien. Tunesien havde gode havnefaciliteter, især på Bizerte. Frankrig og Italien samt Storbritannien havde forholdsvis store befolkninger udstationerede samfund i Tunesien, og alle tre lande havde konsulater der. Der var også kommercielle forbindelser, og Frankrig havde ydet et større lån til Tunesien i midten af det 19. århundrede og havde betydelige handelsinteresser.
Paris havde ikke handlet øjeblikkeligt, i parlamentet herskede en anti-kolonial stemning og der var ingen folkelig støtte til et mandat for en overtagelse af Tunesien. Flere udviklingstræk ansporede imidlertid Frankrig til handling. I 1880 havde de britiske ejere af jernbanen der forbandt Tunis med kysten, sat deres virksomhed til salg. En italiensk koncern gav med held et bud på virksomheden, hvilket bragte Frankrig bekymring om en mulig italiensk intervention. En anden hændelse, ligeledes i 1880, vedrørte en tidligere tunesiske premierministers salg af en 100.000 hektar stor ejendom. Forhandlingerne involverede komplicerede ordninger for at forhindre fortegningsret for salget for beyens regering eller af indehavere af tilstødende landområder. En fransk konsortium, der købte ejendommen, troede, at handlen var afsluttet, men en britisk statsborger, angiveligt repræsenterende tilstødende landejere, foregreb salget og besatte landet (dog uden at betale for det). En dommer sendt fra London for at undersøge sagen, opdagede, at den britiske køber handlede på vegne af beyens regering og italienske forretningsmænd; desuden opdagede han, at briten havde brugt svig for at gennemføre sit krav. Salget blev aflyst, og de franske købere fik ejendommen. Paris virkede for at beskytte de franske krav, som London og Berlin forsigtigt advarede om, at hvis Frankrig ikke handlede, ville de genoverveje at have givet grønt lys for den franske besættelse.
Franske diplomater arbejdede for at overbevise de alt andet en entusiastiske parlamentarikere og bureaukrater om et fransk engagement, og var samtidig på udkig efter en ny hændelse til begrundelse for udløsning af en intervention. I marts 1881 kostede en razzia af tunesiske Khroumir-stammefolk over grænsen til Algeriet flere algeriere livet. Her var den ulykke, som franskmændene havde håbet på. I midten af april landede franske tropper i Tunesien, og den 12. maj 1881 blev bey Muhammad III as-Sadiq tvunget til at underskrive Bardo-traktaten, som overdrog Frankrig et protektorat i Tunesien. Selvom det varede indtil maj 1882 for soldaterne at besætte hele landet og udrydde modstanden, var Frankrigs kolonirige blevet udvidet med et nyt domæne. Tyskland og Storbritannien forblev tavse; Italien var oprørt, men magtesløs.
Som et protektorat var Tunesiens status anderledes, i hvert fald på papiret, fra Algeriets. Beyen forblev i embedet, og Tunesien blev nominelt anset for uafhængig; eksisterende traktater med andre stater var fortsat i kraft. Imidlertid var beføjelserne for den franske Resident-general ret omfattende: han var premierminister, kontrollør af landets økonomi og leder af dets væbnede styrker. "Den energiske Resident udnævnt i 1882, Paul Cambon, beskar snart de betydelige beføjelser for udenlandske konsuler, reducerede beyens regering til et gummistempel for franske beslutninger", og lod indføre tilstrækkeligt med franske administratorer til at reorganisere retlige og økonomisystemer. "Frankrig regerede i alle praktiske henseender landet som en anden koloni."

### Organisation og administration
La Marsa-konventionen, undertegnet i 1883, ved bey Ali Muddat ibn al-Husayn, etablerede formelt det franske protektorat. Det fratog Bey Tunis kontrol over interne forhold ved at forpligte ham til at gennemføre administrative, retslige og finansielle reformer dikteret af Frankrig.
I Tunisia: Crossroads of the Islamic and European World skriver Kenneth J. Perkins: "Cambon opretholdt omhyggeligt udseendet af tunesisk suverænitet og omformede samtidig den administrative struktur til at give Frankrig fuld kontrol over landet og gøre beyens regering en hul skal blottet for meningsfyldte beføjelser."
Franske embedsmænd anvendte flere metoder til at kontrollere den tunesiske regering. De opfordrede beyen til at udpege medlemmer af den førkoloniale herskende elite til nøgleposter som statsministerposten, fordi disse mennesker var personligt loyale over for beyen og fulgte dennes forbillede i at ikke byde nogen modstand til de franske. Samtidig opnåede herskerne afskedigelsen af tunesere, der havde støttet 1881-oprøret eller anden måde havde modsat sig udvidelsen af den franske indflydelse. En franskmand indehavde posten som generalsekretær for den tunesiske regering, skabt i 1883 for at kunne rådgive statsministeren og føre tilsyn med og koordinere arbejdet i bureaukratiet. Franske eksperter var kun ansvarlige over for denne generalsekretær og Resident general styrede og bemandede de offentlige kontorer, kollektivt kaldet tekniske tjenester, der forvaltede finanser, offentlige arbejder, uddannelse og landbrug. For at hjælpe ham med at gennemføre reformerne hentydet til i La Marsa-konventionen, havde Resident general magt til at udstede udøvende dekreter, og reducerede derved beyen til lidt mere end en kransekagefigur.

### Lokalforvaltningen
De franske myndigheder lod rammerne for lokalforvaltningen fortsætte uændret, men udtænkte mekanismer til at kontrollere det. Qaids, hvilket groft svarer til provinsguvernører, var de vigtigste skikkelser i den lokale administration. I begyndelsen af protektorat var der omkring 60 af dem med ansvar for at opretholde ro og orden og opkræve skatter i distrikter enten defineret ved stammemedlemsskab eller ved geografiske afgrænsninger. Staten udnævnte qaids, som regel valgte man en person fra en større familie af stammen eller distrikter for at sikre respekt og autoritet. Under qaids fandtes cheikhs, lederne af stammer, landsbyer og bydele. Staten udnævnte også dem, men efter anbefaling fra qaids. Efter den franske invasion, fik de fleste qaids og cheikhs lov til at beholde deres post, og derfor var der kun få af dem, der var imod de nye myndigheder.
For at holde et vågent øje med udviklingen uden for hovedstaden organiserede Tunesiens nye magthavere contrôleurs civils. Disse franske embedsmænd forestod på lokalt plan på tilsvarende måde som Resident-General, tæt tilsyn med qaids og cheikhs. Efter 1884 udgjorde et netværk af contrôleurs civils laget over qaids administration i hele landet, undtagen i det ekstreme syd. Der var det, på grund af den mere fjendtlige karakter af stammerne og statens svagere greb om forholdene, officerer, der udgjorde en service des Renseignements (efterretningstjeneste), som opfyldte denne opgave. De skiftende Residents-Generals, der frygtede soldaternes tendens til direkte styre - som modsiger den officielle franske myte, at tuneserne fortsatte med at regere Tunesien - arbejdede på at bringe service des Renseignements under deres kontrol, hvilket endelig skete i slutningen af århundredet.
Afstivning af den gældsplagede og plyndrede tunesiske statskasse var en af Cambon hovedprioriteter. I 1884 garanterede Frankrig for den tunesiske gæld, hvilket banede vejen for afslutningen af den internationale gældskommissions kvælertag på tunesiske finanser. Som reaktion på fransk pres sænkede beyens regering derefter skatterne, herunder majba. Franske embedsmænd håbede, at deres omhyggelig overvågning af vurderingsprocedurer og skatteopkrævning vil resultere i et mere retfærdigt system, der ville stimulere en fremgang i produktion og handel og skaffe flere indtægter til staten.

### Retsvæsenet
I 1883 blev fransk lovgivning og franske domstole indført, derefter blev fransk lov anvendt på alle franske og udenlandske beboere. De øvrige europæiske magter blev enige om at opgive de konsulære domstole, som de havde opretholdt for at beskytte deres statsborgere mod det tunesiske retsvæsen. De franske domstole dømte ligeledes i tilfælde, hvor en part var tuneser, den anden europæer. Protektoratets myndigheder gjorde intet forsøg på at ændre de muslimske religiøse domstole, hvor dommere, eller qadis, uddannede i islamisk lov, ledede relevante sager. En beyisk domstol, der håndterede straffesager, virkede under fransk tilsyn i hovedstaden. I 1896 blev lignende domstole indført i provinserne, igen under opsyn af de franske.

### Uddannelse
Den protektorat indført nye ideer i undervisningen. Den franske direktør for offentlig uddannelse holdt opsyn med alle skoler i Tunesien, herunder de religiøse. Perkins angiver, at "Mange koloniale embedsmænd mente, at moderne uddannelse ville lægge grunden til harmoniske forbindelser i Franco-Tunesien ved at give et middel til at bygge bro mellem Arabo-islamiske og europæiske kulturer". I en mere pragmatisk opfattelse ville skolerne ved at undervise i moderne fag på et europæisk sprog producere en gruppe af tunesere med de nødvendige færdigheder til at bemande det voksende offentlige bureaukrati. Snart efter protektoratets etablering indførte direktoratet for offentlig uddannelse et ensartet skolesystem for franske og tunesiske elever med henblik på at trække de to folk tættere sammen. Det franske sprog var undervisningssprog i disse fransk-arabiske skoler, og deres læseplan efterlignede skolerne i det franske hovedland. Fransktalende studerende, der gik på dem, studerede arabisk som andetsprog. Raceblanding forekom sjældent i skoler i byerne, hvor forskellige religiøse trosretninger fortsatte med at lede grundskoler. De fransk-arabiske skoler opnåede noget større succes i landdistrikterne, men havde aldrig indskrevet mere end en femtedel af Tunesiens støtteberettigede studerende. På toppen af det moderne uddannelsessystem var Kheireddine's Sadiki College. Meget konkurrencerettede eksamener regulerede adgangen til Sadiki, men dets færdiguddannede kandidater var nærmest sikrede offentlige stillinger i kraft af deres uddannelse i moderne fag og fransk.

## 2. verdenskrig
Mange tunesere modtog med tilfredshed meddelelsen om Frankrigs nederlag til Tyskland i juni 1940, men de nationalistiske partier opnåede ikke flere materielle fordele ved kolonimagten ydmygelse. På trods af sin forpligtelse til at opsige det franske protektorat, havde den pragmatiske uafhængighedsleder Habib Bourguiba intet ønske om at udskifte kontrol fra Den Franske Republiks side med en fra det fascistiske Italiens eller Nazi-Tysklands, hvis ideologier han afskyede. Han frygtede, at associationen med Aksemagterne kunne bringe den nationalistiske bevægelse en kortsigtet fordel, men ville resultere i en langsigtet tragedie. Efter den fransk-tyske våbenstilstand sendte Vichy-regeringens marskal Pétain til Tunis som ny Resident-General admiral Jean Esteva, som havde til hensigt at tillade en genoplivning af tunesisk politisk aktivitet. Anholdelsen af Taieb Slank og Habib Thameur, der var centrale figurer i Neo-Destour partiets politiske bureau, skyldtes denne undertrykkelse. Beyen Muhammad VII al-Munsif fik større uafhængighed i 1942, men da Aksemagterne blev tvunget ud af Tunesien i 1943, beskyldte de Frie Franske ham for at samarbejde med Vichy-regeringen og afsatte ham.

## Uafhængighed
Afkoloniseringen var en langvarig og kontroversiel affære. I Tunesien forlangte nationalister tilbagevenden af den afsatte bey og institutionelle reformer. I 1945, sluttede de to Destour-partier sig til andre dissidentgrupper til at indgive andragender for selvstændighed. Det følgende år skiftede Habib Bourguiba og neo-Destour Party deres mål til fuld uafhængighed. Af frygt for anholdelse opholdt Bourguiba sig meget af de næste tre år i Cairo, hvor han i 1950 udstedte et syv-punkts manifest, der krævede tilbagegivelse af tunesisk suverænitet og valg af en nationalforsamling. En forsonende franske regering erkendte det ønskelige i autonomi, selvom det advarede om, at dette kun ville ske på et ikke nærmere angivet tidspunkt i temmelig fjern fremtid. Paris foreslog en fransk og tunesiske "co-suverænitet" over protektorat. En overenskomst blev underskrevet det følgende år, som gav øgede beføjelser til tunesiske embedsmænd, levede ikke op til at tilfredsstille nationalisterne og de vrede bosættere.
Den nye franske premierminister anlagde en hårdere linje og holdt Bourguiba i husarrest fra 1951 til 1954. En stor generalstrejke i 1952 førte til voldelige sammenstød mellem de franske og tunesere, herunder guerillaangreb fra nationalisternes side. Endnu en ændring i den franske regering, udnævnelsen af Pierre Mendès-France som premierminister i 1954, bragte en tilbagevenden til blidere tilgange. Internationale forhold - den franske katastrofe i Indokina og voksende uro i Algeriet - fremmede den franske indsats for at løse det tunesiske spørgsmål hurtigt og fredeligt. I en tale i Karthago proklamerede Mendès-France højtideligt autonomi for den tunesiske regering, selv om Frankrig beholdt kontrollen over store områder af administrationen. I 1955 vendte Bourguiba tilbage til Tunis i triumf. Samtidig blev det franske protektorat over Marokko ophævet, hvilket yderligere banede vejen for tunesiske uafhængighed i takt med, at afkoloniseringen tog fart. Det følgende år ophævede franskmændene bestemmelsen i Bardo-traktaten, der havde etableret protektorat tilbage i 1881 og anerkendte fuldstændig uafhængighed for Kongeriget Tunesien under Muhammad VIII al-Amin den 20. marts.